# Brittany Daniel
Brittany Ann Daniel (ur. 17 marca 1976 w Gainesville na Florydzie) – amerykańska aktorka, siostra-bliźniaczka Cynthii Daniel.
Często występuje w telewizji. Pamiętna jest jej rola w dramacie telewizyjnym Słodka Dolina.
W latach 2007–2013/14 spotykała się z Keenenem Ivory'm Wayansem, reżyserem Strasznego filmu i Agentów bardzo specjalnych, w których to Daniel zresztą wystąpiła. Wcześniej umawiała się między innymi z Joshuą Jacksonem. W lipcu 2017 poślubiła Adama Touni'ego.